# Pow-wow

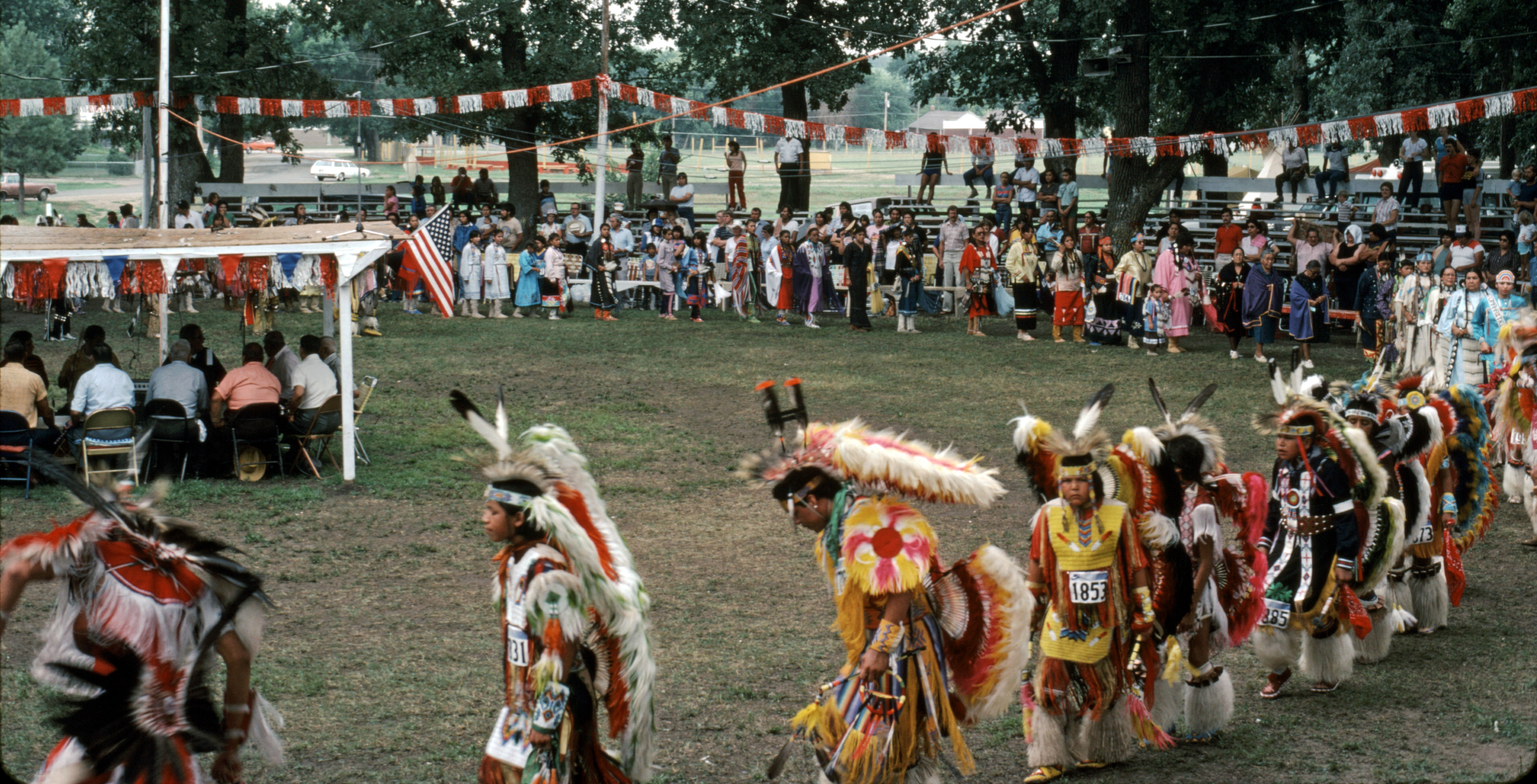
Pow-wow

Pow-wow – termin pochodzący prawdopodobnie od algonkiańskiego pauau – zebranie. W tradycji Indian północnoamerykańskich pow-wow to przede wszystkim zjazd plemienny lub międzyplemienny, połączony ze zbiorowymi śpiewami, tańcami, obdarowywaniem określonych, z jakiejś przyczyny wyróżnionych osób (give away) i innymi ceremoniami o charakterze świeckim.
Współcześnie, poza częścią oficjalną (tzw. Grand Entry) i artystyczną (konkursy w wielu kategoriach tanecznych, pokazy specjalne, targi rzemiosła i sztuki indiańskiej), pow-wow ma dla wielu uczestników znaczenie zarówno duchowe (tradycyjny taniec i śpiew wciąż bywa traktowany jako forma modlitwy), jak i materialne (wielu tancerzy utrzymuje się z nagród za zwycięstwa w konkursach). Pow-wow towarzyszy bogate „życie kuluarowe”: uroczystości te są nieraz jedyną okazją spotkania dawno niewidzianych przyjaciół lub rodziny.
W Stanach Zjednoczonych i Kanadzie odbywa się kilkaset większych (Gathering of Nations, Crow Fair) i mniejszych pow-wow rocznie. Podobne festiwale od lat organizowane są także przez indianistów w Europie (w Polsce - przez uczestników Polskiego Ruchu Przyjaciół Indian).
W roku 1949 powstał animowany serial telewizyjny pt. Pow Wow – indiański smyk (The Adventures of Pow Wow).